# El Embrujo Airport
El Embrujo Airport är en flygplats i Colombia. Den ligger i den nordvästra delen av landet, 1 300 km nordväst om huvudstaden Bogotá. El Embrujo Airport ligger 3 meter över havet. Den ligger på ön Isla de Providencia.
Terrängen runt El Embrujo Airport är varierad.  Närmaste större samhälle är Mountain, 1,4 km nordväst om El Embrujo Airport. 